# Schizonycha grossa
Schizonycha grossa är en skalbaggsart som beskrevs av Brenske 1898. Schizonycha grossa ingår i släktet Schizonycha och familjen Melolonthidae. Inga underarter finns listade i Catalogue of Life.